# Aebtissinwisch
Aebtissinwisch település Németországban, Schleswig-Holstein tartományban. Lakosainak száma 42 fő (2023. december 31.).

## Népesség
A település népességének változása:
| Lakosok száma | 73   | 53   | 57   | 48   | 47   | 42   |
|               | 1975 | 2017 | 2019 | 2021 | 2022 | 2023 |